# Acta Astronomica
Acta Astronomica és una revista científica trimestral revisada per parells sobre astronomia i astrofísica. Va ser fundada el 1925 per l'astrònom polonès Tadeusz Banatxiewicz. Inicialment, la revista publicava articles en llatí, posteriorment en anglès, francès i alemany, com a idiomes permesos a la revista. Actualment, tots els articles es publiquen en anglès. La revista està publicada per la Fundació Polonesa d'Astronomia Nicholas Copernicus i els redactors en cap són M. Jaroszyński i Andrzej Udalski (Universitat de Varsòvia).
Aquesta revista és indexada en el Current Contents/Física, Química i Ciències de la Terra, la Science Citation Index Expanded, i Scopus. Segons el Journal Citation Reports, la revista té al 2019 un factor d'impacte de 2.063.